# Rainbow (nhóm nhạc)
Rainbow (Hangul: 레인보우; ý nghĩa: cầu vồng) là nhóm nhạc Hàn Quốc thuộc quyền quản lý của Daesung Entertainment (DSP Media). Nhóm xuất hiện lần đầu tiên với 7 thành viên vào ngày 14 tháng 11 năm 2009 với ca khúc Gossip Girl và mini album đầu tay cùng tên. Các thành viên gồm: Woori, Seungah, Jaekyung (Trưởng nhóm), Noeul, Yoonhye, Jisook, Hyunyoung. Rainbow vào những ngày đầu bao gồm cả ba thành viên nữa đó là Min Ji Hye, Lee Joo Bin, Jang Ji Soo nhưng vì lý do đặc biệt, họ đã rời khỏi nhóm.
"Sau 4 năm đào tạo, các cô gái này đã phát triển và hoàn thiện cả về giọng hát và vũ đạo" – Đại diện của DSP tự tin tiết lộ - "Họ đã được đặt cho một cái tên đáng yêu "Cầu vồng" (Rainbow) ngay từ những ngày đầu luyện tập, và nickname đó ngày càng trở nên thích hợp với các cô gái hơn. Chúng tôi đã chọn từ này để đặt tên cho nhóm bởi mỗi cô gái lại mang đến một màu sắc khác, một nhan sắc và sức mê hoặc khác nhau. Hơn nữa cái tên ngày càng có ý nghĩa hơn khi nó được các Rain-nous (tên fan hâm mộ của nhóm) ủng hộ".
Rainbow chấm dứt hoạt động vào ngày 12 tháng 11 năm 2016.

## Sự nghiệp

### Trước khi ra mắt
Sau nhiều năm làm thực tập sinh, có 3 thành viên được thay đổi và xuất hiện trong nhiều MV của các tiền bối công ty họ như SS501 "A Song Calling For You", "UR Man", "Love Like This" và A'st1 "Dynamite". DSP Media đã chính thức giới thiệu nhóm nhạc nữ 7 cô gái với tên RAINBOW đến với thế giới K-Pop vào tháng 11 năm 2009. Đã có một số người hâm mộ biết đến nhóm xuất hiện năm 2008 qua MV A Song Calling For You của SS501, và chính SS501 cũng từng giới thiệu nhóm qua radio, nhưng khi ấy không có nhiều thông tin cụ thể như bây giờ đã tiết lộ.
Các cô gái được lựa chọn trở thành một nhóm với trưởng nhóm là Kim Jae Kyung gồm có Go Woo Ri, Oh Seung A, No Eul, Jung Yoon Hye, Kim Ji Sook và maknae Cho Hyun Young. Trong số các thành viên, Go Woo Ri là người bí ẩn nhất bởi trước đó cô ấy bất ngờ được chọn vào nhóm để thay thế thành viên Min Ji Hye. Seung A là người thay đổi tiếp theo khiến nhiều fan bất ngờ vì họ luôn nghĩ đội hình ra mắt là Se Mi chứ không phải Seung A.
Ngoài Min Ji Hye, hai thành viên cũ của Rainbow là Lee Joobin và Jang Ji Soo. Joobin đã đóng vai chính trong MV A Song Calling For You trong những ngày Rainbow đang là thực tập sinh, là người được giao vai trò "hút fans" trong thời gian khởi đầu. Hiện cô ấy vẫn còn giữ liên lạc với các cô gái và thậm chí còn là người mẫu cho cửa hàng thời trang Royal Avenue & thương hiệu Lapin Carrot của Park Jungmin (SS501). Joobin rời Rainbow bởi ca hát không phải sở thích và cô ấy vẫn muốn tiếp tục là một học sinh. Có thông tin cho biết hiện giờ No Eul vẫn giữ liên lạc với Ji Hye và Ji Soo. Không rõ lắm về lý do tại sao họ lại rời nhóm. Ji Hye đã tham gia Twitter.

### 2009: Ra mắt và mini album đầu tiên
Rainbow chính thức ra mắt với MV Gossip Girl vào ngày 12 tháng 11. Theo sau đó, mini album Gossip Girl cũng được phát hành với 5 ca khúc "Not Your Girl", "Gossip Girl", "Kiss", "I Believe" và I'll Hold It In. Trong đó ca khúc "Kiss" được sáng tác bởi SS501 Park Jungmin, "I'll Hold It In" hay bị nhầm lẫn với một ca khúc khác là "Let's Put It Up". Tên Rainbow của nhóm là đại diện cho bảy sắc màu cũng như những cá tính khác nhau của các cô gái.

### 2010: Sự ra đời của bản hit trong sự nghiệp của Rainbow
DSP Entertainmet đã thông báo chính thức rằng Rainbow sẽ trở lại sân khấu sau một thời gian dài vắng mặt. Các cô gái sẽ phát hành single "A" vào tháng 8 và vào ngày 12/08, Rainbow sẽ trở lại trên Music Bank với "A".
Tháng 8, Rainbow được thể hiện chính mình trên chương trình với 4 tập Y-Star mang tên "Special D-Day Rainbow". Chương trình tạo cơ hội cho fan tìm hiều các cô gái, được gần các cô gái hơn trong ký túc xá của họ (lần đầu tiên được thấy trên MTV24) và tất cả những gì họ đã chuẩn bị cho sự trở lại của họ. Kết hợp với Hanlove Girls, cả hai chương trình giới thiệu cho fan cách sống của Rainbow và để chiếm trái tim của họ. Rainbow cũng trở thành một trong những nhóm nhạc nữ có hai series khác nhau của riêng mình ở Hàn Quốc và Nhật Bản.
Cuối cùng, Rainbow được chú ý nhiều hơn bởi "A" và trở thành một nhóm nhạc nổi tiếng. Rainbow cũng chiếm được vị trí trong bảng xếp hàng (mặc dù chỉ có một single) và xuất hiện trên nhiều chương trình nổi tiếng như "Star Golden Bell" (Jae Kyung, Yoon Hye nhày Mister của Kara) và "Star King" như lịch quảng bá "Gossip Girl".
Vào ngày 08/09, Rainbow gặp rắc rối với lệnh cấm của đài truyền hình Hàn Quốc của ca khúc hit "A" nên các cô gái phải thay đổi vũ đạo sexy của mình. Lệnh cấm không ngăn cản các cô gái từ khi các cô bị liệt vào danh sách của Take 7 do Inkigayo phát sóng vào ngày 12/09.
Sau khi Take 7 đi qua, Seung A và Woo Ri xuất hiện với vai trò MC cho M!Countdown vào ngày 16/09. thơì kì quảng bá "A" đã kết thúc vào ngày 18/09 trên Music Core

### 2011: Sự trở lại với đĩa đơn phòng thu thứ 2
Trước sự trở lại chính thức, Rainbow đã tiết lộ hình ảnh đặc biệt trích ra từ MV sắp tới của họ, cho thấy sự thay đổi, trở thành các cô gái sang trọng.
Vào ngày 4 tháng 4, nhóm sẽ ra mắt với một hình ảnh hoàn toàn mới thông qua MV của ca khúc chủ đề của họ, "To Me," so với những gì đã thể hiện qua ý tưởng của album jacket photo vào ngày 1. Trong "To Me," họ sẽ trả thù một chàng trai đã phản bội mình bằng cách trở thành những cô gái tự tin, xinh đẹp có thể tự bảo vệ mình khi đối mặt với sự phản bội như vậy.
Album chủ đề hoàn toàn dựa theo ý tưởng của "girl", một hình ảnh chủ đề nữ tính, nhấn mạnh nét quyến rũ nữ tính với việc sử dụng những đạo cụ như hoa lá, và trang điểm nhẹ nhàng, tự nhiên.
Rainbow bình luận, "Chúng tôi đã cố gắng hết sức để thể hiện những nét quyến rũ khác nhau cho lần quảng bá sắp tới của chúng tôi. Cả ý tưởng của album và MV đều khác nhau, vì thế các fan cũng có thể mong đợi một ý tưởng mới khác cho các màn biểu diễn và vũ đạo của chúng tôi. Giống như tên của chúng tôi, chúng tôi sẽ thể hiện những nét quyến rũ đầy màu sắc của riêng mỗi thành viên."
Theo như thông tin trước đó, ca khúc chủ đề của họ, "To Me," cũng sẽ được sản xuất bởi một trong những nhà sản xuất giỏi nhất Nhật Bản, Daishi Dance. Bài hát với giai điệu piano tình cảm và tràn đầy sức sống là đặc trưng trong phong cách sản xuất của ông  Lưu trữ ngày 18 tháng 4 năm 2011 tại Wayback Machine

### 2012-13: Rainbow Pixie,Over the RainbowvàRainbow Syndrome
Cầu vồng trong năm 2012 Giải thưởng Liên hoan Asia Model
Ngày 03 tháng 1 năm 2012, DSP Media thông báo rằng một phần của nhóm sẽ được hình thành như một bộ ba. Cùng ngày, một hình ảnh teaser đã được tiết lộ trên trang web của DSP Media, tiết lộ "Rainbow Pixie" như tên gọi của bộ ba. Ngày 04 Tháng Một 2012, hình ảnh khác cho thấy các thành viên của nhóm như SeungAh, Jisook và HyunYoung. Nhóm đã phát hành bài hát đầu tay của họ, "Hội Hội", ngày 12 tháng 1 năm 2012, [11] và tổ chức biểu diễn đầu tiên của họ trên Show! Music Core.
Cầu vồng phát hành một single tiếng Nhật vào ngày 14 tháng 3 năm 2012, mang tên "Gonna Gonna Go!". (Nhật: ガ ナ ガ ナ GO) album debut tại Nhật của họ, Over the Rainbow, được phát hành vào tháng 28. Ngày 05 Tháng 4 năm 2012, Rainbow tiết lộ ca khúc tiếng Nhật mới thứ hai của họ trong bản lồng tiếng của Nhật Bản Zoobles, mang tên "Candy Girls!".
Nhóm đã phát hành phần đầu tiên của album phòng thu đầu tiên của họ, Hội chứng Rainbow, vào ngày 13 tháng 2 năm 2013. Tập đoàn cũng đã giới thiệu đặc biệt cho album vào cùng một ngày. "Tell Me Tell Me" đã được sử dụng để thúc đẩy phần đầu tiên của album. Phần thứ hai của album đã được phát hành vào ngày 04 tháng 6, và "Sunshine" đã được sử dụng để thúc đẩy phần thứ hai.

### 2014-2016: Rainbow Blaxx,Innocent,Prismvà tan rã
Một tiểu đơn vị thứ hai, tên là Rainbow Blaxx, được thành lập vào tháng 1 năm 2014 gồm Jae Kyung, Woori, Seungah và Hyunyoung. Album đặc biệt của họ, RB Blaxx, được phát hành vào ngày 20 tháng 1 năm 2014. Các video âm nhạc cho danh hiệu theo dõi, "Cha Cha", được đạo diễn bởi Digipedi và là người thứ tư nhất xem video âm nhạc K-pop trên toàn cầu trong tháng 1 năm 2014. các video âm nhạc, cũng như choregraphy của bài hát, vẽ tranh cãi cho là "quá tình dục".
Mini album thứ ba của Rainbow, Innocent và MV cho ca khúc chủ đề của nó, "Black Swan" đã được phát hành vào ngày 23 tháng 2 năm 2015. Các nhóm đã có buổi biểu diễn comeback đầu tiên của họ trên M! Countdown vào tháng hai 26. Mini-album thứ tư của họ Prism và MV cho ca khúc chủ đề của nó "Whoo" được phát hành vào ngày 15 tháng 2 năm 2016. Họ cũng đã tổ chức showcase kỷ niệm của họ tại Yes24 MUV Hall ở Mapo-gu, Seoul, được phát sóng thông qua Naver V App trên cùng ngày với việc phát hành album. Rainbow tổ chức sân khấu trở lại đầu tiên của họ với "Whoo" thông qua SBS MTV The Show vào ngày 16.
Tháng 10 năm 2016, Rainbow chấm dứt hoạt động sau khi một số thành viên không tiếp tục ký hợp đồng với DSP Media.

## Nhóm nhỏ

### Rainbow Pixie
Rainbow Pixie là nhóm nhỏ của Rainbow bao gồm 3 thành viên là 3 giọng ca chính. Đó chính là Oh Seung Ah, Kim Ji Sook và Cho Hyun Young. Nhóm ra mắt với Ditigal Single "Hoi Hoi" với ca khúc chủ đề cùng tên. Họ đã thể hiện rất tốt concept những nàng tiên tinh nghịch của nhóm. Ca khúc chủ đề Hoi Hoi có cái tên thật ngộ nghĩnh nói về một câu thần chú chỉ cần hô lên thì mọi mong ước đều trở thành hiện thực. Hoi Hoi có âm điệu nhanh và lưu loát nhưng có lời dễ nhớ. Nó khiến cho người nghe có thể hát theo sau một lần thưởng thức.

### Rainbow Blaxx
Rainbow Blaxx là nhóm nhỏ thứ hai của Rainbow (sau Rainbow Pixie) bao gồm 4 thành viên là Kim Jae Kyung, Go Woori, Cho Hyun Young và Oh Seung Ah. Tên nhóm được đặt bởi 2 yếu tố "Bla" và "XX". Bla được rút gọn từ "Black", màu đen, tạo thành khi trộn các màu đặc trưng của bốn cô gái. Màu đen là màu của sự quyến rũ đầy bí ẩn kết hợp với nhiễm sắc thể XX tượng trưng cho nữ giới đã làm nên Rainbow Blaxx ngày nay theo concept hoàn toàn trái ngược với Rainbow Pixie. Các cô gái trong Rainbow Blaxx là những thành viên có độ tuổi trung bình cao nên 4 thành viên đều thể hiện được nét quyến rũ của phụ nữ trưởng thành. Họ đã phát hành special album mang tên Rainbow Blaxx gồm 3 bài hát theo nhiều phong cách khác nhau, thể hiện được khả năng thanh nhạc của từng cô gái. Ca khúc chủ đề của Rainbow Blaxx chính là Cha Cha với phần rap do chính Go Woori sáng tác. MV Cha Cha được thực hiện với nội dung dựa trên một câu chuyện dân gian "Gà đẻ trứng vàng".

## Thành viên
| Nghệ danh | Nghệ danh | Tên khai sinh  | Tên khai sinh | Tên khai sinh   | Màu tượng trưng | Ngày sinh         |
| Latinh    | Hangul    | Latinh         | Hangul        | Hán Việt        | Màu tượng trưng | Ngày sinh         |
| --------- | --------- | -------------- | ------------- | --------------- | --------------- | ----------------- |
| Woori     | 우리      | Go Woo-ri      | 고우리        | Cao Hữu Ly      | Cam             | 22 tháng 2, 1988  |
| Seungah   | 승아      | Oh Se-mi       | 오세미        | Ngô Thế Mĩ      | Chàm            | 18 tháng 9, 1988  |
| Jaekyung  | 재경      | Kim Jae-kyeong | 김재경        | Kim Tại Cảnh    | Đỏ              | 24 tháng 12, 1988 |
| Noeul     | 노을      | No Eul         | 노을          | Nỗ Ất           | Xanh lam        | 10 tháng 5, 1989  |
| Yoonhye   | 윤혜      | Jeong Yoon-hye | 중윤혜        | Trịnh Doãn Huệ  | Tím             | 14 tháng 4, 1990  |
| Jisook    | 지숙      | Kim Ji-sook    | 김지숙        | Kim Trí Thư     | Xanh lục        | 18 tháng 7, 1990  |
| Hyunyoung | 현영      | Jo Hyeon-young | 조현영        | Triệu Huyền Anh | Vàng            | 11 tháng 8, 1991  |

## Đĩa đơn
| Thứ tự | Tên đĩa đơn                                                        | Các ca khúc trong đĩa đơn     |
| ------ | ------------------------------------------------------------------ | ----------------------------- |
| 1      | Digital Single A - Phát hành ngày 12-8-2010                        | 1. A 2. A (Inst.)             |
| 2      | Digital Single Mach - Phát hành ngày 20-10-2010                    | 1. Mach 2. Mach (Inst.)       |
| 3      | Digital Single Hoi Hoi (Rainbow Pixie) - Phát hành ngày 11.01.2012 | 1. Hoi Hoi 2. Hoi Hoi (Inst.) |

## Album
| Thứ tự | Tên album                                                                         | Các ca khúc trong album | Thứ hạng cao nhất (Hàn) | Doanh thu (Hàn) |
| ------ | --------------------------------------------------------------------------------- | --- | ----------------------- | --------------- |
| 1      | 1st Mini Album Gossip Girl - Phát hành ngày 12.11.2009                            | 1. Not Your Girl 2. Gossip Girl [ca khúc chủ đề] 3. I Believe 4. Kiss 5. I'll Hold It In                                                 | TBA                     | TBA             |
| 2      | 2nd Mini Album So 女 (So Girl) - Phát hành ngày 07.04.2011                        | 1. So Cool 2. To Me [ca khúc chủ đề] 3. I Said You Are The One 4. Mach 5. A 6. To Me (Inst.)                                             | 3                       | 21,900+         |
| 3      | Repackaged Album Sweet Dream - Phát hành ngày 22.06.2011                          | 1. Sweet Dream [ca khúc chủ đề] 2. Kiss (Acoustic Ver.) 3. To Me 4. To Me (Club Ver.) 5. Sweet Dream (Inst.)                             | 6                       | 5,797+          |
| 4      | 1st Album Rainbow Syndrome (Part 1 "Tell Me Tell Me") - Phát hành ngày 13.02.2013 | 1. Golden Touch 2. Close Your Eyes 3. Tell Me Tell Me [ca khúc chủ đề] 4. Cosmic Girl 5. The Story You Didn't Know But I Know 6. In Love | 2                       | 7,741+          |
| 5      | 1st Album Rainbow Syndrome (Part 2 "Sunshine") - Phát hành ngày 04.06.2013        | 1. Kiss Me 2. Sunshine [ca khúc chủ đề] 3. Don't Touch 4. Let's Dance 5. I'll Wait For You 6. EENIE MEENIE MINIE MOE 7. Chewing Time     | 25                      | 6,017+          |
| 6      | Special Mini Album Rainbow Blaxx (Rainbow Blaxx) - Phát hành ngày 19.01.2014      | 1. Cha Cha [ca khúc chủ đề] 2. Silhouette 3. Last Word 4. Cha Cha (Orginal) 5. Cha Cha (Inst.)                                           | 3                       | 6,436+          |
| 7      | 3rd Mini album INNOCENT - Phát hành ngày 23.02.2015                               | 1. Bad Man Crying 2. Black Swan [ca khúc chủ đề] 3. Mr. Lee 4. Pierrot 5. Privacy 6. A Little More                                       | 5                       | 4,740+          |
| 8      | 4th Mini album Prism - Phát hành ngày 15.02.2016                                  | 1. Saying I Miss You (Pretend) 2. Whoo [ca khúc chủ đề] 3. Black And White 4. Click! 5. Eye Contact 6. Whoo (Inst.)                      | 8                       | 3,809+          |